# Chen Chu
Kiku Chen Chu(chino tradicional: 陳菊; chino simplificado: 陈菊, pinyin: Chén Jú; Wade-Giles: Ch'én Chǘ; Pe-oe-ji: Tân Kiok; Condado de Yilan, 10 de junio de 1950 - ) es una política taiwanesa, actual alcalde de Kaohsiung. Uno de los "Ocho de Kaohsiung" -destacados disidentes detenidos tras el Incidente de Kaohsiung en 1979- que pasó seis años en prisión durante el período de la ley marcial en Taiwán.
Chen, quien tiene una maestría por la Universidad Sun Yat-sen, ocupó altos puestos gubernamentales en la ciudad de Taipéi y de Kaohsiung entre 1995 y 2000. A continuación, se desempeñó como ministro del Consejo para los Asuntos Laborales entre 2000 y 2005. En 2006, Chen Chu ganó las elecciones a la alcaldía de Kaohsiung y se convirtió en la primera alcaldesa electa de la ciudad. Fue reelegida en el 2010 con el 52 % de los votos en una carrera de tres vías.
El 30 de agosto de 2009, el 14 º Dalái lama aceptó la invitación de Chen Chu a visitar Taiwán.
Kaohsiung fue la ciudad anfitriona de los Juegos Mundiales 2009. Chen Chu visitó la República Popular China (comúnmente conocida como "China") para promover los Juegos. Durante una reunión con el alcalde de Beijing, Guo Jinlong, Chen se dirigió al presidente Ma Ying-jeou con su título formal, que obtuvo mucho apoyo del DPP y el Ayuntamiento de Kaohsiung. El viaje de Chen a China fue criticado por varios grupos activistas de localización, incluida la Unión de Solidaridad de Taiwán. Sin embargo, Chen dijo que el viaje estaba destinado a beneficiar a Kaohsiung. Durante su viaje, se reunió no solo con el alcalde de Beijing, sino también con el alcalde de Shanghai, Han Zheng, y el presidente del Comité Olímpico Chino, Liu Pong.
La sede principal de los Juegos, el World Games Stadium, fue diseñada por el arquitecto japonés Toyo Ito. El inicio y la finalización del estadio ocurrieron durante el mandato de Chen como alcalde.
La ceremonia de clausura se llevó a cabo en el Estadio de los Juegos Mundiales con entradas agotadas, donde el presidente de la Asociación Internacional de Juegos Mundiales, Ron Froehlich, lo calificó como un "éxito fantástico" y lo declaró el "mejor de todos". La oficina de turismo de Kaohsiung anunció que los Juegos generaron casi US $ 61 millones en ingresos para la ciudad. Los grandes almacenes de la ciudad reportaron un crecimiento del 15 por ciento en las ventas. El alcalde Chen dijo que Kaohsiung ya no sería conocida solo como la segunda ciudad más grande de Taiwán, sino también como la ciudad que acogió los mejores Juegos Mundiales de la historia.
Chen se desempeñó como Presidente interino del Partido Progresista Democrático en 2012.